# شمعي الجناح (جنس)
شمعيّ الجناح أو الصَّخَّاد (الاسم العلمي Bombycilla)، جنس طيور من فصيلة جناح شمعيات ورتبة العصفوريات. أنواعه 3 موطنها غابات ومناقع أمريكا الشمالية والوسطى والجنوبية. أجسامها صغيرة القد تطول من 14 إلى 18 سم. أثوابها ساطعة الألوان الجميلة. مناقيدها صغيرة مستعرضة القواعد. قوتها الثمار اليانعة والحشرات الصغيرة والنمل.